# Bibionomorpha
Bibionomorpha (лат.) — инфраотряд длинноусых двукрылых насекомых. Около 10 000 видов (среди них комары-толстоножки, галлицы, грибные комары, плодовые комарики и другие). 6 надсемейств, включая триасовые и юрские ископаемые группы. Инфраотряд выделен на основании семи синапоморфий, включая особенности прикрепления мандибул у личинок и жилкования крыльев имаго. По некоторым признакам группу сближают с Blephariceromorpha. Антенны с гомономными сегментами. Развитие личинок с водой не связано.

## Систематика
6 надсемейства, из которых 3 полностью ископаемые. Ранее в Bibionomorpha включали семейство Axymyiidae, ныне выделенное в собственный инфраотряд Axymyiomorpha. На основании изучения последовательности нуклеотидов ДНК 28SrDNA с Bibionomorpha сближают семейства Anisopodidae и Scatopsidae из инфраотряда Psychodomorpha.
- Надсемейство Bibionoidea Cocquerell, 1901
  - Bibionidae
  - Hesperinidae
- Надсемейство Pachyneuroidea Rohdendorf, 1946
  - Pachyneuridae
- Надсемейство Sciaroidea Billberg, 1820
  - Bolitophilidae
  - Cecidomyiidae
  - Diadocidiidae
  - Ditomyiidae
  - Keroplatidae
  - Lygistorrhinidae
  - Mycetophilidae
  - Rangomaramidae
  - Sciaridae
- Надсемейство †Fungivoridea Rohdendorf, 1961
  - †Pleciofungivoridae — Триасовый и Юрский периоды
  - †Palaeopleciidae — Триасовый период
  - †Antefungivoridae — Юрский период
  - †Archizelmiridae — Юрский период
  - †Fungivoritidae — Юрский период
  - †Tipulopleciidae — Юрский период
- Надсемейство †Pleciodictyidea Rohdendorf, 1962
  - †Pleciodictyidae — Триасовый период
- Надсемейство †Protoligoneuridea Rohdendorf, 1962
  - †Protoligoneuridae — Триасовый период
- Incertae sedis
  - †Cascopleciidae — Меловой период, Мьянма
  - †Eopleciidae — Юрский период
  - †Oligophryneidae — Триасовый период
  - †Paraxymyiidae — Юрский период
  - †Protobibionidae — Юрский период
  - †Protopleciidae — Юрский период
  - †Protorhyphidae — Триасовый период
  - †Protoscatopsidae — Юрский период